# Brass Band Fribourg
Le Brass Band Fribourg est un orchestre suisse fondé le 2 novembre 1970 par Louis Graz et quelques musiciens de la Broye, en Suisse. Il avait alors pour nom Ensemble Broyard d'Instruments de Cuivre (EBIC).
Après avoir été dirigé pendant dix ans par son fondateur, Louis Graz, l'EBIC a été conduit successivement par Jean Balissat, Marcel Zumbrunnen, Jean-Pierre Chevailler et Jacques Aeby.
Puis le Brass Band Fribourg a été dirigé par Jean-Claude Kolly, Pascal Eicher, Arsène Duc, Robert Childs, Allan Withington, Garry Cutt, Frédéric Théodoloz. Depuis 2017, c'est Maurice Donnet-Monnay qui est le conducteur du brass band.
Le Brass Band Fribourg comprend quelques musiciens professionnels dans ses rangs, mais est essentiellement composé d'amateurs.
Outre la formation A qui évolue en catégorie Excellence (la plus élevée), le Brass Band Fribourg comprend également une formation B qui évolue en 1e division (la troisième plus élevée).

## Historique
En 1978, l’EBIC a décroché une deuxième place au concours suisse des brass bands à Zurich.
En septembre 1986, l'Ensemble Broyard d'Instruments de Cuivre est devenu le Brass Band Fribourg (BBF).
Depuis 1988, le BBF a engagé sept directeurs : Jean-Claude Kolly (1988-1995), Pascal Eicher (1995-2001), Philippe Bach (2001-2002), Arsène Duc (2002-2008), Vincent Baroni (2008-2009), Jean-François Michel (2010-2012), Frédéric Théodoloz (2012-2016). Depuis 2016, l'ensemble est dirigé par Maurice Donnet-Monay, qui dirige en outre la formation B depuis 2015. En 2000, dans le cadre de sa préparation au concours national, le Brass Band Fribourg a engagé un conseiller musical, Robert Childs.
Chaque année, en plus des différents concerts qu'il donne sur invitation ou de sa propre initiative, le BBF prend part à deux concours d'envergure nationale, à savoir le Swiss Open Contest au Palais de la culture et des congrès de Lucerne (KKL) et le Concours Suisse des Brass Bands à Montreux.
Après une troisième place en 1998 et deux titres de vice-champion suisse consécutifs en 2000 et 2001, le Brass Band Fribourg a conquis son premier titre national le 30 novembre 2002. Cette victoire lui a permis d'aller défendre les couleurs helvétiques au prestigieux Championnat européen de brass band à Bergen (Norvège), les 2 et 3 mai 2003, où il a obtenu le 6e rang.
Le 27 novembre 2005, le Brass Band Fribourg a été sacré champion suisse pour la deuxième fois de son histoire. Lors de sa deuxième participation au Championnat européen de brass band à Belfast (Irlande du Nord) en 2006, le Brass Band Fribourg a obtenu le titre de vice-champion européen, meilleur résultat jamais obtenu par un brass band helvétique.
Le BBF a enregistré le disque Découvertes au printemps 2007. En novembre 2007, le Brass Band Fribourg a conquis un nouveau titre de champion suisse, son troisième en six ans.
En novembre 2012, le Brass Band Fribourg a conquis le quatrième titre de champion suisse de son histoire, à Montreux. Dans le cadre des championnats d'Europe à Oslo en mai 2013, l'ensemble défend les couleurs helvétiques en se classant 6e .
En 1999, 2003, 2004, 2005, 2006, 2013, 2015 et 2023, le BBF s’est hissé sur la deuxième marche du podium du Swiss Open Contest de Lucerne.

## Activités Musicales
En plus des concours de brass band, le Brass Band Fribourg se produit lors de multiples concerts. L'ensemble se produit chaque année lors d'un concert annuel qui a lieu en mars. L' ensemble peut être également invité pour des concerts de gala à travers toute la Suisse et à l'étranger. De plus, le Brass Band Fribourg a lancé également d'autres projets musicaux récemment comme les projets Brass'and Arts et Brass to the Future.

### Brass'and Arts
Un projet qui veut lier Brass Band et art, quel qu’il soit. Ce projet a permis au Brass Band Fribourg de collaborer avec différents artistes comme  Elise Krummenacher (piano) ou encore Camille Chapuis (accordéon).

### Brass to the Future
Un projet qui met en lien le Brass Band Fribourg avec la relève des sociétés de musique locale. Lors de ce concert, les ensembles de jeunes des sociétés de musique du Canton proposent un concert conjoint avec le Brass Band Fribourg.

## Palmarès

### Suisse

#### Championnat Suisse
- Champion : 2012, 2007, 2005, 2002
- 2e rang : 2006, 2003, 2001, 2000
- 3e rang : 1998, 2010
- 4e rang : 2018, 2008, 2004

#### Swiss Open
- 2e rang : 2023, 2015, 2013, 2006, 2005, 2004, 1999
- 3e rang : 2024
- 4e rang : 2007, 2000, 1998
- 5e rang : 2018, 2002, 1997, 1996
- 6e rang : 2016, 2017

### Européen
- 2e rang : 2006
- 4e rang : 2008
- 6e rang : 2003, 2013

## Discographie
2021 : Ascension
Un CD qui est le fruit d’une collaboration avec les solistes français Alexis Demailly, ancien cornet principal du Paris Brass Band et Bastien Baumet, euphonium solo du même ensemble.
1. Ad Astra overture
2. Manchester Concertino
3. Fanfare
4. Dream
5. Finale
6. Ascent
7. Euphonium Concerto
8. Moderato Energico
9. Lento
10. Vivo
11. Fantasy
12. Novella
13. Fortune's fool
14. Neath the dublin skies
15. Ascension

- 2003 : Evasion

1. Brass Evasion
2. Lac Léman
3. Champions
4. Hymn of the Highlands : Flowerdale, Ardross Castle, Lairg Muir
5. Gaudete
6. Revelation
7. Brillante
8. Marche du Dragon
9. Trumpet Blues and Cantabile
10. Cossack Wedding Dance

- 2000 : Capriccio (Dominique Morel accompagné par le BBF)

1. Capriccio
2. Drink to me Only
3. Escapade
4. Intermezzo from Cavalleria Rusticana
5. Concerto in A-flat Major : Allegro, Sarabande, Presto
6. Only Love
7. Dédicace
8. Memory
9. Semaine sainte à Cuzco
10. Nessun Dorma
11. Travelling
12. Ballade
13. Take your Pick

- 1998 : Danse

1. Ravenswood
2. Ouverture Carnaval
3. Sonate en sol mineur
4. Interlude
5. Calling Cornwall
6. Love Song
7. Valdres March
8. Masquerade
9. Let's face the Music and Dance
10. Praise
11. Light-Walk
12. On with the Motley
13. Riverdance
14. Deep Harmony
15. Victory
16. Lord of the Dance

- 1993 : Légendes

1. Punchinello
2. First Suite in Eb
3. Love on the rocks
4. John O'Gaunt
5. Petite Légende
6. The Flea
7. Calypso
8. The old rustic bridge
9. Mr. Jums
10. Dem Bones
11. Scenes from a comedy

- 1992 : Symphonie

1. Cornish Cavalier
2. Symphony of Marches
3. Pantomime
4. Chansonnerie
5. Russky Perkussky
6. Pastorale
7. La Danza
8. Nessun Dorma
9. Tico-Tico
10. Love Changes Everything
11. Chanson de Treyvaux